# Xysticus bufo
Xysticus bufo là một loài nhện trong họ Thomisidae.
Loài này thuộc chi Xysticus. Xysticus bufo được Jean-Marie Léon Dufour miêu tả năm 1820.